# Bessenyei Emma
Bessenyei Emma (Hódmezővásárhely, 1946. március 7. –) magyar színésznő.

## Életpályája
1965-ben kezdte pályáját az Állami Déryné Színházban. 1976-tól 1990-ig a Mikroszkóp Színpad tagja. 1992-től az Újpesti Színház művészeti vezetője. Kedves, könnyed, jó humorú nőalakokat játszik. Színházi szerepei mellett rendszeresen szinkronizál.
Nagybátyja: Bessenyei Ferenc, unokahúga: Bessenyei Zsófia.

## Színházi szerepeiből
| Színház                                        | Író              | Rendező         | Cím                     | Szerep            |
| ---------------------------------------------- | ---------------- | --------------- | ----------------------- | ----------------- |
|                                                | Molnár Ferenc    | Pécsi Ildikó    | A doktor úr             | szobalány         |
| Ruttkai Éva Színház                            | Molnár Ferenc    | Pécsi Ildikó    | A hattyú                | Komorna           |
| Corvin Művelődési Ház – Erzsébetligeti Színház | Jókai Mór        | Pécsi Ildikó    | A kőszívű ember fiai    | Frau Bábi         |
| Gorsium (szabadtéri múzeum) Régészeti Park     | Arisztophanész   | Pécsi Ildikó    | A nőuralom              | Philanete         |
| Budaörsi Játékszín                             | Szophoklész      | Pécsi Ildikó    | Antigoné                | Eurydike          |
| Újpest Színház                                 |                  | Pécsi Ildikó    | Doktor úr               |                   |
| Hevesi Sándor Színház                          | Luigi Pirandello | Sárdi Dóra      | Így van, ha így tetszik | Flora, idegen nő  |
| Budaörsi Játékszín                             | Arisztophanész   | Pécsi Ildikó    | Lysistrate              | Kalonike          |
| Gorsiumi Nyári Játékok                         | Szophoklész      | Pécsi Ildikó    | Oidipus király          | Iokaszte kísérője |
| Budapesti Kamaraszínház – Ericsson Stúdió      | Tóth Miklós      | Csongrádi Mária | Üzenet                  | Ágota             |

## Filmszerepei
- Tündérkert (2023)
- Drága örökösök – A visszatérés (2022–)
- Doktor Balaton (2022)
- Blokád (2022)
- Munkaügyek (2016)
- Hacktion: Újratöltve (2013)
- Barátok közt (2007)
- A szivárvány harcosa: villanyszámlás
- Ábel az országban
- Kisváros
- Barbárok
- Tizenötezer pengő jutalom
- A hallgatag hölgy: Chicery
- Nem válok el! (1991, titkárnő)
- Tánya (tévéfilm)
- Drága örökösök (Lujzi Néni)
- A nagyenyedi két fűzfa (1979)
- Robog az úthenger (1977)
- Százéves asszony (1976)
- Herkulesfürdői emlék (1976)
- Magánnyomozók

## Szinkronszerepei

### Filmbeli szinkronszerepei
| - 16 utca: MacDonald helyettes államügyész – Brenda Pressley - 8 milliméter: Janet Mathews – Amy Morton - A csábítás elmélete: Mary Lou Corkle – Donna Hanover - A guru: Műsorvezetőnő - A jövő hírnöke: Irene March – Roberta Maxwell - A kárhozat útja: Sarah néni – Diane Dorsey - A kód neve: Merkúr: Autista specialista nővér – Margaret Travolta - A kölyök: Jane Camp kormányzónő – Deborah May - A maszk: Mrs. Peenman – Nancy Fish - A megállíthatatlan: Elizabeth Davis – Elizabeth Shivers - A szökevény: Poole – L. Scott Caldwell - A titkárnő: Sylvia – Mary Joy - A titkos ablak: Mrs. Garvey – Joan Heney - A varázslótanonc: Orosz nő – Marika Daciuk - A vasmacska kölykei: Adele Burbridge – Doris Hess - Acélmagnóliák: Belle Marmillion – Bibi Besch - Addams Family 2 - Egy kicsivel galádabb a család: Dementia – Carol Hankins - Árnyékfeleség: Ambrose hadnagy – Debra Monk - Az Álmosvölgy legendája: A Nyugati Pagony boszorkánya – Miranda Richardson - Boszorkányok pedig vannak: Dada – Agathe De La Boulaye - Bűntény a támaszponton: Peale titkárnője – Tracy Tanen - Bűvölet: Lirio – Assumpta Serna - Carter edző: Tonya – Debbi Morgan - Csak veled: Jósnő – Antonia Rey - Egy ágyban az ellenséggel: Mrs. Nepper – Bonnie Johnson - Életem: Doris – Toni Sawyer - Erin Brockovich – Zűrös természet: Pamela Duncan – Cherry Jones - Fehér leander: Miss Martinez – Amy Aquino - Frida: Matilde Kahlo – Patricia Reyes Spíndola - Fulladás: Pincérnő – Suzanne Shepherd - Furcsa pár 2.: Wanda – Rebecca Schull - Ghost: Rendőrnő – Laura Drake | - Halálos fegyver: Trish Murtaugh – Darlene Love - Halálos fegyver 2: Trish Murtaugh – Darlene Love - Halálos fegyver 3: Trish Murtaugh – Darlene Love - Halálos fegyver 4: Trish Murtaugh – Darlene Love - Hogyan veszítsünk el egy pasit 10 nap alatt: Glenda – Celia Weston - Honey: Mrs. Strom – Judi Embden - Időstoppolók: Doktornő - Invázió: Joan Kaufman – Joanna Merlin - Kisanyám - avagy mostantól minden más: Domonique – Helen Mirren - Költői szerelem: Mrs. Lees – Meg Wynn Owen - Kutyám, Jerry Lee: Nővér – Lucy Butler - Lesz ez még így se!: Jackie Simpson – Yeardley Smith - Lökött örökös: Dadus – Bridget McConnell - Mansfield Park: Mrs. Price – Lindsay Duncan - Megtört ölelések: Lena Anyja – Ángela Molina - Michael: Esther Newberg bírónő – Teri Garr - Most már elég!: Mrs. Hille – Janet Carroll - Nász-ajánlat: Mrs. McKittrick – Phyllis Kay - Holdfogyatkozás: Sari Bodeen – Maureen Rooney - Ördögűzés Emily Rose üdvéért: Esküdtszék elnöke – Lorena Gale - Paula és Paulina: Cachita – Ninón Sevilla - Rádió: Daniels igazgatónő – Alfre Woodard - Számos pasas: Papnő - Szenzációs recepciós: Mrs. Wegman – Debra Monk - Testcsere: Carla Nelson – Jeanine Jackson - Több mint testőr: Rachel cselédje – Gwen Seliger - Tökéletes világ: Gladys Perry – Jennifer Griffin - Vagány nők klubja: Buggy – Shirley Knight - Vaklárma: Marilyn, a szobalány – Audrie Neenan - Vörös sarok: Bírónő |

### Sorozatbeli szinkronszerepei
| - A bosszú álarca: Antonia Valdéz – Alcira Gil - A bosszú csapdájában: Esma Demiralp – Güneş Hayat - A csábítás földjén: Benita Garrido – Ana Martín - A prófécia: Renard felügyelő – Annie Grégorio - A Silla királyság ékköve: Manho anyakirályné (Lady Man-Ho) – Jung Hye-Sun - A szerelem ösvényei: Artemisa Barragán – Blanca Sánchez - A vadon bűvöletében: Nomsa Nguni – Nomsa Xaba - Angela: Norma Molina – Isaura Espinoza - Árva angyal: Clemencia – Amparo Garrido - Az igazak ügyvédje: Gloria Millington – Celia Imrie - Botrány: Sharon Marquette – Mimi Kennedy - Buffy, a vámpírok réme: Joyce Summers – Kristine Sutherland - Bűvölet: Costanza De Nittis – Guia Jelo - Celeste: Cachita Montero – Graciela Pal - Cobra 11: Anna Engelhardt – Charlotte Schwab - Esmeralda: Dominga – Raquel Olmedo - Eva Luna: Beartriz Castillo – Alis García - Fiorella: Caridad López – Teddy Guzmán - Gyilkos elmék: Erin Strauss – Jayne Atkinson - Határtalan szerelem: Elvira de Márquez – Esther Orjuela | - Haven: Dr. Eleanor Carr – Mary Colin Chisolm - Julieta: Magdalena – Amira Cruzat - Két pasi - meg egy kicsi: Dr. Linda Freeman – Jane Lynch - Kettős játszma: Maya San Juan – Mónica Miguel - Ki vagy, doki?: Trinity Wells – Lachele Carl - María: Caridad (María) – Ninón Sevilla - Marichuy - A szerelem diadala: Tomasa – Maricruz Nájera - Második esély: Zoraida Beltrán de Domínguez – Alcira Gil - Medicopter 117 - Légimentők: Renate Bauer – Anne Kasprik - Meryem: Nurten Şahin – Ayten Uncuoğlu - Minden lében négy kanál: Madeline Westen – Sharon Gless - Nevelésből elégséges: Dédi – Cloris Leachman - Nyom nélkül: Charlie – Shohreh Aghdashloo - Oroszlánszívű fivérek: Sofia – Gunn Wållgren - Paula és Paulina: Emiliana – Maricruz Nájera - Rubí, az elbűvölő szörnyeteg: Nora Navarro – Lilia Aragón - Soñadoras – Szerelmes álmodozók: Dorotea Berraizabal – Silvia Valdéz - Star Wars: A Rossz Osztag: Cid – Rhea Perlman - Szeretni bolondulásig: Alejandra Avellán de Robledo – Isaura Espinoza - Született feleségek: Mitzi Kinsky – Mindy Sterling - Titkok és szerelmek: Josefina "Chepa" Pérez – Marta Aura |